# Ögel
Ögel är ett hopp i konståkning. Hoppet hette från början Rittberger efter upphovsman Werner Rittberger, 1910. Den engelska benämningen är loop som på svenska blivit ögel.
De olika stegen i hoppet är:
1. Åk in i hoppet antingen bakåt eller vänd från framåt till bakåtåkning.
2. Hoppet görs från bakåt ytterskär
3. Rotation 1, 2, 3 eller 4 varv
4. Landning bakåt ytterskär på samma fot som vid upphoppet.